# Autophila umbrifera
Autophila umbrifera är en fjärilsart som beskrevs av Vincenz Kollar 1848. Autophila umbrifera ingår i släktet Autophila och familjen nattflyn. Inga underarter finns listade i Catalogue of Life.